# Nos es muy conocida
Mit der Enzyklika Nos es muy conocida (dt.: „Sie ist uns wohlbekannt“) vom 28. März 1937 nimmt Papst Pius XI. Stellung zur „religiösen Situation in Mexiko“, mit seiner Enzyklika wendet er sich an das mexikanische Episkopat.

## Über die Bedrohung des Klerus
In dieser Enzyklika bringt der Papst zum Ausdruck, dass er die bedrohte Kirche in Mexiko und die Gefahren für den Klerus erkannt habe und er nun seine apostolische Hilfe anbiete. Er schreibt über seine Zuversicht und dass es gelingen werde, mit theologischer Hilfe die christliche Wiederherstellung voranzubringen. Er lobt die rechtzeitige Entsendung von Priesterseminaristen in ein südamerikanisches Priesterseminar und nach Rom, somit sei die Sicherheit und die Ausbildung der Priester gesichert.

## Priesterschaft in Mexiko
Pius XI. erinnert an seine Enzyklika Ad catholici sacerdotii (20. Dezember 1935) in der er über die katholische Priesterschaft seine Gedanken zum Ausdruck brachte, gleichzeitig verweist er auf sein Apostolisches Schreiben Paterna sane (2. Februar 1926) an die Bischöfe, den Klerus und die Gläubigen Mexikos zur Forderung der Bürgerrechte und Gemeinpflichten ohne den Eingriff politischer Parteien. Er ermuntert die mexikanischen Priester ihren Dienst an der Kirche fortzusetzen und die Zusammenarbeit mit den Laien zu fördern. In Bezug auf die Möglichkeiten einer Katholischen Aktion führt der Papst seine Antrittsenzyklika Ubi arcano Dei vom 23. Dezember 1922 an und bringt das Leitwort seines Pontifikats „Pax Christi in Regno Christi“ in Erinnerung.

## Fruchtvolle Arbeit
Bei der Auswahl der Studenten muss trotz der großen Aufgabe nicht nur die Zahl der Kandidaten und der Mitarbeiter erhöht werden, es muss vielmehr auf die Qualität Wert gelegt werden. Er lobt diesen bereits von den Mexikanern begonnenen Schritt und stellt mit Zufriedenheit fest, dass „diese Art des Arbeitens in aller Stille ohne Tumult und laute Formen, seine Früchte bringen werde, wie ein Samenkorn, welches sich in aller Ruhe unter der Erde ausbreite, um dann zu einer kräftigen Pflanze heran zu wachsen“. So stehe es auch geschrieben, wenn wir über die Sorgen sprechen: „Sucht vielmehr sein Reich und dies wird euch dazugegeben werden.“ (Lk 12, 31), dieses bedeute, dass das Ziel die katholische Heiligmachung von Seelen sei.

## Sorge um die Menschen
Zum Schutz der Menschenwürde und der gesellschaftlichen Gerechtigkeit sei es in Zeiten der Not notwendig, ungerechte und unwürdige Zustände anzuprangern. Gleichzeitig müsse aber dafür Sorge getragen werden, gegen Gewalt und unwürdige Maßnahmen anzugehen, diese Intervention in die soziale Frage soll die Arbeiter davon abhalten, der antichristlichen Propaganda zum Opfer zu fallen. Eine weitere Pflicht sieht Pius XI. in der religiösen und wirtschaftlichen Hilfe der Landbevölkerung, die keinen geringen Anteil darstellen, hierzu gehören aber auch die Urbevölkerung und Indianer. Die vielen Auswanderer, die ihr Land in Richtung der Vereinigten Staaten von Amerika verlassen, sollen von den dortigen Brüdern aufgenommen und unterstützt werden.

## Die Zukunft der jungen Generation
Die Zukunft der jungen Generation liegt dem Papst sehr am Herzen, sie seien der unmoralischen und antireligiösen Presse ausgesetzt und daher gelte ihnen seine große Sorge. Er regt deshalb an, dass alle gesetzlich erlaubten Maßnahmen ausgeschöpft werden sollen, um in Organisationen, Verbänden und anderen kirchlichen Einrichtungen die Jugend vor den Gefahren der Verwahrlosung zu schützen.

## Lösungsansätze
In einem ersten Maßnahmenkatalog zählt Pius XI. einige Lösungsansätze auf: Einhaltung der Verhältnismäßigkeit der Mittel, alle Maßnahmen müssen die gesetzlichen Bedingungen einhalten, alle Maßnahmen dürfen keinen zusätzlichen Schaden herbeiführen, Verteidigung der Menschenwürde mit allen zur Verfügung stehenden Rechtsmittel und schließlich sei es eine vorrangige Aufgabe der „Katholischen Aktion“, zum Gedeihen (Prosperität) der Nation beizutragen. Zusammen mit Gehorsam und Disziplin sollen die Pflichten der universalen Wohltätigkeit erfüllt werden und die katholischen Handlungsprinzipien seien: „...ich der Gefangene im Herrn flehe euch an, in aller Demut und Milde, mit Geduld und Liebe die Wohltätigkeit zu unterstützen und die Einheit des Geistes durch das Band des Friedens zu erhalten...“ (nach Eph 4, 1-4).